# Idaea desertata
Idaea desertata är en fjärilsart som beskrevs av Franz Dannehl 1933. Idaea desertata ingår i släktet Idaea och familjen mätare. Inga underarter finns listade i Catalogue of Life.